# Lithophyllum azorum
Lithophyllum azorum M. Lemoine é o nome botânico de uma espécie de algas vermelhas pluricelulares do gênero Lithophyllum, família Corallinaceae.
- São algas marinhas encontradas nas ilhas dos Açores.

## Sinonímia
- Não apresenta sinônimos.